# Prettl
Die Prettl Produktions Holding GmbH ist eine Unternehmensgruppe aus Pfullingen, welche in den fünf Segmenten Automobilindustrie, Energie, Elektronik, Komponenten & Systeme sowie Strategic build-up aktiv ist. Nach dem Grundsatz des Unternehmensgründers Franz W. Prettl möchte sich die Gruppe von keinem Markt abhängig machen.
Prettl wird von Mitgliedern der Familie Prettl geleitet.

## Geschichte
Ab 2007 erwarb Prettl als erstes deutsches Unternehmen in Nordkorea in der Sonderwirtschaftszone Kaesŏng ein Grundstück. Der Standort im umstrittenen Kaesŏng wurde nach dem Zwischenfall mit der südkoreanischen Korvette Cheonan allerdings nicht aufgebaut. Stattdessen investiert das Unternehmen in den Aufbau einer Produktion in Vietnam.
Die Prettl-Gruppe war 2019 mit über 9000 Mitarbeitern und rund 425 Mio. Euro Umsatz in mehr als 25 Ländern vertreten.
2023 verkaufte Prettl ihre Tochtergesellschaft Prettl SWH (heute: FIT Voltaira Group) an Foxconn. Die Tochtergesellschaft erwirtschaftet einen Umsatz von 350 Mio. Euro und hat 8000 Beschäftigte.

## Konzernstruktur
Die Prettl-Gruppe wird als Holding geführt und ist in 5 Segmente gegliedert: Automotive, Electronics, Energy, Components & System sowie Strategic build-up. Muttergesellschaft ist die Prettl Produktions Holding GmbH. Eigenständige Firmen innerhalb der Unternehmensgruppe sind:
- Prettl Produktions Holding GmbH
- Prettl Beteiligungs Holding GmbH
- Prettl Stiftung
- Prettl Electronics GmbH
- Prettl Electronics Lübeck GmbH
- Prettl metal components GmbH
- Prettl Home Appliance Solutions GmbH
- Endress Elektrogerätebau GmbH
- Jupiter Küchenmaschinen GmbH
- Kurz Kasch Inc.
- lesswire GmbH
- PAS Management Holding GmbH
- Refu Drive GmbH